# Tubulanus banyulensis
Tubulanus banyulensis är en djurart som tillhör fylumet slemmaskar, och som först beskrevs av Louis Joubin 1890.  Tubulanus banyulensis ingår i släktet Tubulanus och familjen Tubulanidae. Inga underarter finns listade i Catalogue of Life.